# Seaside, Kalifornien
Seaside är en stad (city) i Monterey County, i delstaten Kalifornien, USA. Enligt United States Census Bureau har staden en folkmängd på 33 576 invånare (2011) och en landarea på 23,9 km².